# Cristian Ferreira
Cristian Ezequiel Ferreira (Córdoba, Argentina; 12 de septiembre de 1999) es un futbolista argentino. Se desempeña como enganche y su equipo actual es Argentinos Juniors de la Primera División de Argentina.

## Trayectoria

### Inicios y categorías inferiores
Se inició en el Club Atlético Las Palmas de Córdoba y debido a sus grandes actuaciones, arribó a River Plate en 2008 con nueve años de edad y se instaló en la pensión del club. Fue a la primaria  Nº 20 DE 10 Vicealmirante Vicente E. Montes. Tuvo un largo recorrido en las inferiores hasta saltar de sexta división a la reserva a principios del 2017, cuando fue convocado a la pretemporada de verano.

### River Plate
Debutó el 28 de octubre de 2017 en la derrota de River Plate frente a Talleres por 4:0, ingresando por Exequiel Palacios a los 21 minutos del tiempo complementario. Jugó por segunda vez el 24 de marzo de 2018, en el amistoso frente a Universidad de Chile, esta vez, con victoria por 3:0. Su primer gol llegaría el 27 de octubre de 2018 por la décima fecha de la superliga frente a Aldosivi en el Estadio Monumental, convirtiendo el único tanto del partido. 
El 27 de enero, en el partido correspondiente a la fecha 16, contra Patronato anotó el único gol de su equipo. El partido finalizó 3-1, en derrota para River.
El 2 de marzo, en el partido correspondiente a la fecha 21 de la Superliga, contra Newell’s convirtió el tercer gol de su equipo. El partido finalizó 4-2, en victoria para River.
En su primer partido de Copa Libertadores en la cual su equipo jugó de visitante contra Alianza Lima el 6 de marzo, marcó el gol del empate a los 90' (+5') de tiro libre.
El 10 de marzo, en el partido correspondiente a la fecha 22 de la Superliga, contra Atlético Tucumán convirtió el único tanto del partido.
Ante su alto rendimiento, River le renueva el contrato aumentando su cláusula de rescisión a 28.000.000$ de dólares, siendo la misma, la tercera más alta del club.
El 3 mayo, en el partido correspondiente a los octavos de final, de la Copa de la Superliga frente a Aldosivi convirtió el último gol de su equipo, el partido finalizó 6-0.

### Colón de Santa Fe
En febrero de 2021, es cedido a préstamo a Colón de Santa Fe, equipo que dirige Eduardo Domínguez, donde sale campeón de la Copa de la Liga Profesional 2021.

### Regreso a River Plate
Tras la finalización de su préstamo en el equipo santafesino, vuelve a River Plate a principios de 2022 con la idea de volver a emigrar a otro club ya que no sería tenido en cuenta por Marcelo Gallardo. Finalmente el jugador decide continuar en el club para disputar el resto de la temporada, fue parte del equipo de reserva del club Millonario siendo titular en algunos encuentros y vuelve a formar parte del primer equipo en el encuentro correspondiente a la fecha 12 de Copa de la Liga Profesional 2022 ante Atlético Tucumán ingresando a los 23 minutos del segundo tiempo por Santiago Simón.

### Newell's Old Boys
Arribó al club de la ciudad de Rosario a mediados del 2022 para disputar la liga de Primera División Argentina. Debuta en el club rosarino el sábado 27 de agosto de 2022.

### San Lorenzo
En enero de 2024, fue cedido a préstamo a San Lorenzo. Jugó 16 partidos convirtió 3 goles y una asistencia, por problemas de disciplina el entrenador Leandro Romagnoli no lo tuvo en cuenta para el segundo semestre del 2024, le rescindieron el préstamo en Julio.

### Argentinos Juniors
En septiembre de 2024 fue transferido a Argentinos Juniors a cambio de 700.000 dólares por el 50% del pase.

## Selección nacional

### Sub-20
Cristián Ferreira debutó en la selección Argentina sub-20, en el partido amistoso contra Arabia Saudita, el partido finalizó con un 5-0 a favor de Argentina, Cristian aportó un gol y una asistencia.
El 3 de mayo de 2019, se dio la lista de convocados para el Mundial juvenil de Polonia 2019, y Ferreira fue parte de ella.
En unos de los amistosos preparativos, disputado en España y en contra de Honduras, Cristian marco uno de los goles del partido. El partido finalizó con un resultado de 3-1 a favor de Argentina.

### Participaciones en Copas del Mundo
En el partido por la tercera fecha de la fase de grupos, Ferreira marcó el único gol de su equipo, en lo que fue la derrota 1-2 en contra de Corea del Sur.
| Torneo                   | Sede    | Resultado        | Partidos | Goles |
| ------------------------ | ------- | ---------------- | -------- | ----- |
| Copa Mundial Sub-20 2019 | Polonia | Octavos de final | 2        | 1     |

## Estadísticas

### Clubes
| Club | Div.                | Temporada           | Liga        | Liga        | Liga        | Copas Nacionales (1) | Copas Nacionales (1) | Copas Nacionales (1) | Copas Internacionales (2) | Copas Internacionales (2) | Copas Internacionales (2) | Total | Total | Total  | Medida goleadora(3) |
| Club | Div.                | Temporada           | Part.       | Goles       | Asist.      | Part.                | Goles                | Asist.               | Part.                     | Goles                     | Asist.                    | Part. | Goles | Asist. | Medida goleadora(3) |
| --- | ------------------- | ------------------- | ----------- | ----------- | ----------- | -------------------- | -------------------- | -------------------- | ------------------------- | ------------------------- | ------------------------- | ----- | ----- | ------ | ------------------- |
| River Plate Argentina | 1.ª                 | 2017-18             | 2           | 0           | 0           | Inexistente          | Inexistente          | Inexistente          | Inexistente               | Inexistente               | Inexistente               | 2     | 0     | 0      | 0,00                |
| River Plate Argentina | 1.ª                 | 2018-19             | 14          | 4           | 2           | 5                    | 1                    | 0                    | 4                         | 1                         | 0                         | 23    | 6     | 2      | 0.26                |
| River Plate Argentina | 1.ª                 | 2019-20             | 7           | 0           | 1           | 1                    | 0                    | 0                    | 7                         | 0                         | 1                         | 15    | 0     | 2      | 0.00                |
| River Plate Argentina | 1.ª                 | 2020                | Inexistente | Inexistente | Inexistente | 5                    | 0                    | 0                    | Inexistente               | Inexistente               | Inexistente               | 5     | 0     | 0      | 0.00                |
| River Plate Argentina | 1.ª                 | 2022                | Inexistente | Inexistente | Inexistente | 2                    | 0                    | 0                    | Inexistente               | Inexistente               | Inexistente               | 2     | 0     | 0      | 0.00                |
| River Plate Argentina | Total club          | Total club          | 23          | 4           | 3           | 13                   | 1                    | 0                    | 11                        | 1                         | 1                         | 47    | 6     | 4      | 0.12                |
| Colón Argentina | 1.ª                 | 2021                | 16          | 3           | 1           | 7                    | 0                    | 1                    | Inexistente               | Inexistente               | Inexistente               | 23    | 3     | 2      | 0.13                |
| Colón Argentina | Total club          | Total club          | 16          | 3           | 1           | 7                    | 0                    | 1                    | -                         | -                         | -                         | 23    | 3     | 2      | 0.13                |
| Newell's Old Boys Argentina | 1.ª                 | 2022                | 8           | 0           | 0           | 1                    | 0                    | 0                    | Inexistente               | Inexistente               | Inexistente               | 9     | 0     | 0      | 0.00                |
| Newell's Old Boys Argentina | 1.ª                 | 2023                | 20          | 2           | 2           | 13                   | 3                    | 0                    | 5                         | 0                         | 1                         | 38    | 5     | 3      | 0.13                |
| Newell's Old Boys Argentina | Total club          | Total club          | 28          | 2           | 2           | 14                   | 3                    | 0                    | 5                         | 0                         | 1                         | 47    | 5     | 3      | 0.10                |
| San Lorenzo Argentina | 1.ª                 | 2024                | 5           | 1           | 0           | 9                    | 2                    | 1                    | 2                         | 0                         | 1                         | 16    | 3     | 2      | 0.18                |
| San Lorenzo Argentina | Total club          | Total club          | 5           | 1           | 0           | 9                    | 2                    | 1                    | 2                         | 0                         | 1                         | 16    | 3     | 2      | 0.18                |
| Argentinos Juniors Argentina | 1.ª                 | 2024                | 8           | 0           | 0           | Inexistentes         | Inexistentes         | Inexistentes         | Inexistentes              | Inexistentes              | Inexistentes              | 8     | 0     | 0      | 0.00                |
| Argentinos Juniors Argentina | 1.ª                 | 2025                | 3           | 0           | 0           | 1                    | 0                    | 0                    | Inexistentes              | Inexistentes              | Inexistentes              | 4     | 0     | 0      | 0.00                |
| Argentinos Juniors Argentina | Total club          | Total club          | 11          | 0           | 0           | 1                    | 0                    | 0                    | 0                         | 0                         | 0                         | 12    | 0     | 0      | 0.00                |
| Total en su carrera | Total en su carrera | Total en su carrera | 83          | 10          | 6           | 44                   | 6                    | 2                    | 18                        | 1                         | 3                         | 145   | 17    | 11     | 0.11                |
| (1) Las copas nacionales se refiere a la Copa Argentina, la Copa Superliga, el Trofeo de Campeones y la Copa de la Liga Profesional. (2) Las copas internacionales se refiere a la Copa Libertadores y la Copa Sudamericana. (3) Media de goles por encuentro. No incluye goles en partidos amistosos. |                     |                     |             |             |             |                      |                      |                      |                           |                           |                           |       |       |        |                     |

## Palmarés

### Campeonatos nacionales
| Título          | Club        | País      | Año  |
| --------------- | ----------- | --------- | ---- |
| Copa Argentina  | River Plate | Argentina | 2017 |
| Copa Argentina  | River Plate | Argentina | 2019 |
| Copa de la Liga | Colón       | Argentina | 2021 |

### Campeonatos internacionales
| Título            | Club        | Sede   | Año  |
| ----------------- | ----------- | ------ | ---- |
| Copa Libertadores | River Plate | Madrid | 2018 |